# Anh Tú (sinh 1992)
Nguyễn Anh Tú (sinh ngày 30 tháng 5 năm 1992), thường được biết đến với nghệ danh Anh Tú, là một nam ca sĩ người Việt Nam.

## Tiểu sử và sự nghiệp

### 1992–2017: Thuở niên thiếu và trước khi nổi tiếng
Anh Tú sinh ra và lớn lên trong một gia đình ở Hưng Hà, Thái Bình. Sau này, anh theo học và đã tốt nghiệp tại trường Cao đẳng Nghệ thuật Hà Nội. Anh có một thời gian công tác tại Nhà hát Tuổi trẻ và đi hát tại các phòng trà, nhà hàng trước khi Nam tiến.

### 2017–2019:Giọng hát Việtvà sự nghiệp ban đầu
Anh Tú tham gia cuộc thi Giọng hát Việt 2017 và chọn về với đội của huấn luyện viên Đông Nhi. Bước ra từ chương trình với danh hiệu á quân, anh đầu quân về công ty 6th Sense Entertainment của chính Đông Nhi cùng chồng là nam ca sĩ Ông Cao Thắng.
Đến tháng 3 năm 2018, Anh Tú chính thức ra mắt sản phẩm đầu tay của mình và cũng là bản hit lớn trong sự nghiệp của anh, "Cuộc sống em ổn không" của nhạc sĩ Vương Anh Tú; tính đến nay ca khúc đã đạt hơn 180 triệu lượt xem trên YouTube. Cùng năm, anh tham gia chương trình Gương mặt thân quen mùa thứ 6 và kết thúc ở vị trí thứ ba chung cuộc.
Đến năm 2019, Anh Tú tiếp tục cho ra các ca khúc "Mình làm người yêu nhé em", "Mạnh mẽ lên cô gái" và cũng nhận được sự yêu thích của khán giả.

### 2020–2022: Đón nhận
Ngày 25 tháng 7 năm 2020, Anh Tú xác nhận rời công ty 6th Sense để phát triển sự nghiệp riêng, đồng thời anh cũng cho ra mắt sáng tác của LyLy Nếu ta không may một ngay sau đó.
Tháng 8 năm 2020, Anh Tú tham gia Rap Việt mùa đầu tiên trong vai trò ca sĩ hỗ trợ, và được khán giả yêu mến bởi phong thái điềm đạm, sự hỗ trợ nhiệt tình cho các thí sinh trong chương trình.
Đến đầu năm 2021, tên tuổi của Anh Tú tiếp tục được khẳng định khi anh trở thành một trong ba host của chương trình âm nhạc Xuân hạ thu đông rồi lại xuân cùng với Hòa Minzy và Hứa Kim Tuyền. Tháng 5 năm 2021, Anh Tú cho ra mắt ca khúc "Mơ về hạnh phúc" - ca khúc chủ đề của bộ phim truyền hình Cây táo nở hoa.
Tháng 12 năm 2021, Anh Tú quay lại với Rap Việt mùa thứ hai từ vòng đối đầu, hỗ trợ các thí sinh trong đội của Karik, Wowy.
Đầu năm 2022, anh cho ra mắt ca khúc "Nấu tết khác biệt" trong dịp Tết Nguyên Đán 2022. Tháng 3 năm 2022, Anh Tú được công bố là một trong tám người tham gia chương trình Sao nhập ngũ 2022, nơi anh gây ấn tượng với hình tượng chiến sĩ mạnh mẽ, nam tính, nhưng cũng rất ấm áp, hòa đồng với các đồng đội xung quanh.
Ngày 1 tháng 4 năm 2022, Anh Tú cho ra mắt sản phấm âm nhạc Hàng Xóm kết hợp với LyLy.
Tháng 8 năm 2022, Anh Tú kết hợp với HIEUTHUHAI cho sản phẩm âm nhạc Real Men.
Tháng 9 năm 2022, anh tiếp tục tham gia Xuân Hạ Thu Đông Rồi Lại Xuân mùa 2 cùng với các nghệ sĩ cố định khác là Trúc Nhân, Orange và Hứa Kim Tuyền..
Cũng trong năm nay, Anh Tú còn thể hiện thành công 2 bài hát nhạc phim, bao gồm: Tìm Được Nhau Khó Thế Nào (Chìa Khóa Trăm Tỷ OST); Cha Và Con (Dân Chơi Không Sợ Con Rơi). Anh cũng trở thành gương mặt quảng cáo hợp tác với thương hiệu nổi tiếng.

### 2023–2024: Đột phá vớiCa sĩ mặt nạvàAnh trai "say hi"
Ngày 2 tháng 1 năm 2023, Anh Tú cho ra mắt ca khúc "Mừng con về nhà" - một bài hát do anh tự sáng tác dành tặng các khán giả đang làm việc và học tập xa nhà, xa quê hương vào dịp Tết Nguyên Đán. Vào ngày 13 tháng 7, Anh Tú tiếp tục ra mắt ca khúc "Hoàng hôn nhớ" - một trong những ca khúc chủ đề của bộ phim truyền hình Hoa vương, và sau đó là "Mất nhau" - một trong những ca khúc chủ đề của bộ phim truyền hình Yêu trước ngày cưới - vào ngày 20 tháng 12.
Tại chương trình Rap Việt mùa 3, Anh Tú xuất hiện với vai trò ca sĩ hỗ trợ. Tháng 8 năm 2023, Anh Tú tham gia mùa thứ hai của chương trình Ca sĩ mặt nạ trong mascot Voi Bản Đôn và trở thành hiện tượng mạng xã hội với phần thể hiện ca khúc "Ngày mai người ta lấy chồng" của Đông Thiên Đức đạt hơn 15 triệu lượt xem trên YouTube. Các tiết mục đáng chú ý của "Voi Bản Đôn" Anh Tú còn có "Khóa ly biệt" - một sáng tác khác của Đông Thiên Đức và cũng là ca khúc mới đầu tiên của anh trong chương trình, và "Duyên do trời, phận tại ta" - ca khúc được chính anh sáng tác cùng với Phan Hiếu trước khi tham gia chương trình. Anh được công bố là quán quân của chương trình này tại đêm trao giải vào ngày 16 tháng 12 năm 2023.
Ngày 21 tháng 12 năm 2023, Anh Tú chính thức phát hành ca khúc "Một phần hai 1/2" mà anh đã thể hiện cùng với OgeNus tại đêm All-star Concert của The Masked Singer Vietnam 2023.
Ngày 24 tháng 12 năm 2023, Anh Tú trở thành khách mời cho chương trình 2 ngày 1 đêm cùng với Song Luân ở chặng đua Phú Quốc (Kiên Giang).
Ngày 21 tháng 1 năm 2024, Anh Tú phát hành MV đầu tiên hậu đăng quang Ca sĩ mặt nạ mang tên "Caraoke", chính thức đánh dấu sự đầu quân về công ty giải trí hàng đầu Việt Nam DatVietVAC. Anh có lần đầu tiên giữ vị trí người đồng dẫn cho đại nhạc hội Sóng 24 của Vie Channel, bên cạnh người dẫn chính Trấn Thành.
Ngày 22 tháng 2 năm 2024, Anh Tú kết hợp cùng Hà Nhi cho ra mắt MV "Khước từ". Tháng 5 năm 2024, anh tham gia chương trình Anh trai "say hi" và lọt top 16 chung cuộc.
Ngày 30 tháng 11 năm 2024, anh trở lại tham gia Xuân Hạ Thu Đông Rồi Lại Xuân mùa 3 cùng với các nghệ sĩ cố định khác là Bùi Công Nam và Lâm Bảo Ngọc.

### 2025–nay: Anh Tú hát nhạc Cách mạng và lối đi riêng sau Anh trai say hi
Từ một giọng ca ballad với loạt hit đình đám, Anh Tú đang dần khẳng định vị trí mới trong dòng nhạc cách mạng – thể loại đòi hỏi sự chín chắn, hiểu biết và lòng yêu nước sâu sắc. Trong vòng chưa đầy một tháng, Anh Tú xuất hiện liên tục trong nhiều chương trình nghệ thuật chính luận quy mô lớn được ví như "chuỗi concert Quốc Gia": từ “Hẹn ước Bắc Nam” (22/4), “Vang mãi khúc khải hoàn” (27/4), “Non sông gấm vóc – Một dải vinh quang” (3/5) đến Lễ hội Hoa Phượng đỏ Hải Phòng (13/5) và “Quà tháng 5 dâng Người” (14/5).
Đặc biệt tối 18/5, trong không khí thiêng liêng và trang nghiêm tại Quảng trường Ba Đình lịch sử, ca sĩ Anh Tú đã có khoảnh khắc nghệ thuật đáng nhớ nhất trong sự nghiệp khi lần đầu tiên trình diễn ca khúc “Người là Hồ Chí Minh” – sáng tác mới do chính anh viết, nhằm tri ân Chủ tịch Hồ Chí Minh nhân kỷ niệm 135 năm Ngày sinh của Người (19/5/1890 – 19/5/2025) trong chương trình nghệ thuật "Người là Hồ Chí Minh".

## Danh sách đĩa nhạc

### Đĩa đơn cá nhân
- Cuộc Sống Em Ổn Không (2018)
- Mình Làm Người Yêu Nhé Em (2019)
- Mạnh Mẽ Lên Cô Gái (2019)
- Mơ Về Hạnh Phúc (2021) (OST Cây Táo Nở Hoa)
- Nấu Tết Khác Biệt (2022)
- Tìm Được Nhau Khó Thế Nào (2022) (OST Chìa Khóa Trăm Tỷ)
- Cha Và Con (2022) (OST Dân Chơi Không Sợ Con Rơi)
- Rồi Con Tim Em Sẽ Lành (2022) (Xuân Hạ Thu Đông, Rồi Lại Xuân mùa 2)
- Chủ Quán Cho Một Ly (2022) (Xuân Hạ Thu Đông, Rồi Lại Xuân mùa 2)
- Mừng Con Về Nhà (2023)
- Hoàng Hôn Nhớ (2023) (OST Hoa Vương)
- Mất Nhau (2023) (OST Yêu Trước Ngày Cưới)
- Khóa Ly Biệt (2023) (Ca sĩ mặt nạ mùa 2)
- Duyên Do Trời Phận Tại Ta (2023) (Ca sĩ mặt nạ mùa 2)
- Đừng Nên Nói (2023) (Ca sĩ mặt nạ mùa 2)
- Caraoke (2024)
- Đóa Hồng Chơi Vơi (2024) (Anh Trai Say Hi)
- Yêu Là Như Thế (2024) (OST Hạnh Phúc Bị Đánh Cắp)
- Người Là Hồ Chí Minh (2025)

### Đĩa đơn hợp tác
- Sẽ Không Quay Về (2017) (ft. Đông Nhi)
- Nếu Ta Không May (2020) (ft. LyLy)
- Tuy Xa Mà Gần Tuy Gần Mà Xa (2020) (ft. LyLy)
- Muốn Ăn Phải Lăn Vào Bếp (2021) (ft. Ricky Star)
- Ngày Mình Giận Nhau (ft. LyLy) (2021) (Xuân Hạ Thu Đông, Rồi Lại Xuân mùa 1)
- Hàng Xóm (2022) (ft. LyLy)
- Real Men (2022) (ft. HIEUTHUHAI)
- Một Phần Hai 1/2 (2023) (ft. OGENUS)
- Khước Từ (2024) (ft. Hà Nhi)

### Video âm nhạc
- Sẽ Không Quay Về (2017) (ft. Đông Nhi)
- Cuộc Sống Em Ổn Không (2018)
- Mình Làm Người Yêu Nhé Em (2019)
- Mạnh Mẽ Lên Cô Gái (2019)
- Nếu Ta Không May (2020) (ft. LyLy)
- Tuy Xa Mà Gần Tuy Gần Mà Xa (2020) (ft. LyLy)
- Nấu Tết Khác Biệt (2022)
- Muốn Ăn Phải Lăn Vào Bếp (2021) (ft. Ricky Star)
- Hàng Xóm (2022) (ft. LyLy)
- Real Men (2022) (ft. HIEUTHUHAI)
- Mừng Con Về Nhà (2023)
- Hoàng Hôn Nhớ (OST Hoa Vương) (2023)
- Mất Nhau (OST Yêu Trước Ngày Cưới) (2023)
- Caraoke (2024)

## Giải thưởng và đề cử
| Năm  | Giải thưởng           | Hạng mục                           | Đề cử cho                   | Kết quả   | Ghi chú |
| ---- | --------------------- | ---------------------------------- | --------------------------- | --------- | --- |
| 2017 | Giọng hát Việt        | Chung kết                          | Anh Tú                      | Á quân    | Tỉ lệ bình chọn: 23.18%                                                                                       |
| 2018 | Gương mặt thân quen   | Giải ba                            | Anh Tú                      | Đoạt giải | |
| 2023 | Ca sĩ mặt nạ          | Chung kết                          | Anh Tú                      | Quán quân | Tỉ lệ bình chọn: 45.4%                                                                                        |
| 2023 | Làn sóng xanh 2023    | Ca sĩ đột phá                      | Anh Tú                      | Đề cử     | |
| 2023 | Làn sóng xanh 2023    | Top 10 ca khúc được yêu thích nhất | Ngày mai người ta lấy chồng | Đoạt giải | Nhạc sĩ: Đông Thiên Đức Ca sĩ bài hát gốc: Thành Đạt Trình bày: Anh Tú (Voi Bản Đôn) tại Ca sĩ mặt nạ (mùa 2) |
| 2023 | Làn sóng xanh 2023    | Bài hát hiện tượng                 | Ngày mai người ta lấy chồng | Đề cử     | Nhạc sĩ: Đông Thiên Đức Ca sĩ bài hát gốc: Thành Đạt Trình bày: Anh Tú (Voi Bản Đôn) tại Ca sĩ mặt nạ (mùa 2) |
| 2023 | WeChoice Awards 2023  | Ca khúc của năm                    | Ngày mai người ta lấy chồng | Đề cử     | Nhạc sĩ: Đông Thiên Đức Ca sĩ bài hát gốc: Thành Đạt Trình bày: Anh Tú (Voi Bản Đôn) tại Ca sĩ mặt nạ (mùa 2) |
| 2024 | Giải thưởng Cống hiến | Nghệ sĩ mới của năm                | Anh Tú                      | Đề cử     | |

## Danh sách chương trình
| Năm  | Tựa                               | Kênh                     | Vai trò                                     |
| ---- | --------------------------------- | ------------------------ | ------------------------------------------- |
| 2017 | Giọng hát Việt (mùa 4)            | VTV3                     | Thí sinh                                    |
| 2017 | Một trăm triệu một phút           | VTV3                     | Người chơi (Tập 122)                        |
| 2018 | Gương mặt thân quen (mùa 6)       | VTV3                     | Thí sinh                                    |
| 2018 | Quý ông đại chiến                 | VTV3                     | Thí sinh                                    |
| 2018 | Nhanh như chớp (mùa 1)            | HTV7/ Đông Tây Promotion | Người chơi (Tập 7)                          |
| 2018 | Ngạc nhiên chưa                   | HTV7/ Đông Tây Promotion | Người chơi (Tập 160)                        |
| 2019 | Siêu bất ngờ                      | HTV7/ Đông Tây Promotion | Người chơi                                  |
| 2019 | Gương mặt thân quen (mùa 8)       | VTV3                     | Khách mời biểu diễn (Tập 8)                 |
| 2020 | Một trăm triệu một phút           | VTV3                     | Người chơi (Tập 278)                        |
| 2020 | Bộ 3 siêu đẳng                    | VTV3                     | Người chơi (Tập 10)                         |
| 2020 | Rap Việt (mùa 1)                  | HTV2/ Vie Channel/ VieON | Ca sĩ hỗ trợ                                |
| 2020 | Nhanh như chớp nhí                | HTV7                     | Người chơi (Tập 22)                         |
| 2020 | Thiên đường ẩm thực               | HTV7                     | Người chơi (Tập 4)                          |
| 2020 | Sao hay chữ                       | HTV7                     | Người chơi (Tập 2)                          |
| 2020 | Căn bếp vui nhộn                  | HTV7                     | Người chơi (Tập 3)                          |
| 2020 | Sức sống thanh xuân               | HTV7                     | Người chơi (Tập 78)                         |
| 2021 | Xuân Hạ Thu Đông Rồi Lại Xuân     | HTV7                     | Host                                        |
| 2021 | Nhanh như chớp (mùa 3)            | HTV7                     | Người chơi khách mời (Tập 24, 27, 30, 31)   |
| 2021 | Tần số 15                         | HTV7                     | Khách mời biểu diễn                         |
| 2021 | Rap Việt (mùa 2)                  | HTV2/ Vie Channel/ VieON | Ca sĩ hỗ trợ                                |
| 2021 | 6 ô cửa bí ẩn                     | VTV3                     | Người chơi (Tập 3)                          |
| 2021 | Cầu vồng đêm                      | VTV3                     | Khách mời biểu diễn (Tập 6)                 |
| 2021 | Lạ lắm à nha (mùa 1)              | VTV3                     | Người chơi (Tập 19) Nhân vật bí ẩn (Tập 31) |
| 2022 | Vũ khúc ánh sáng - Countdown 2022 | VTV3                     | Khách mời biểu diễn                         |
| 2022 | Sao nhập ngũ                      | QPVN                     | Người chơi                                  |
| 2022 | Vẫn Hát Lời Tình Yêu              | THVL                     | Khách mời biểu diễn                         |
| 2022 | Sóng 22                           | HTV2/ Vie Channel/ VieON | Khách mời biểu diễn                         |
| 2022 | Quán Ăn Hạnh Phúc                 | HTV7                     | Người chơi                                  |
| 2022 | Thời Tới Rồi                      | HTV7                     | Người chơi (tập 6, 12, 18)                  |
| 2022 | Studio số 6                       | HTV7                     | Người chơi                                  |
| 2022 | 7 Nụ Cười Xuân                    | HTV7                     | Người chơi (Tập 6)                          |
| 2022 | Nhanh như chớp nhí                | HTV7                     | Người chơi (Tập 8)                          |
| 2022 | Xuân Hạ Thu Đông Rồi Lại Xuân 2   | VTV3                     | Host                                        |
| 2022 | Giao Lộ Thời Gian                 | FPT                      | Khách mời biểu diễn                         |
| 2023 | Sóng 23                           | HTV2/ Vie Channel/ VieON | Khách mời biểu diễn                         |
| 2023 | Rap Việt (mùa 3)                  | HTV2/ Vie Channel/ VieON | Ca sĩ hỗ trợ                                |
| 2023 | Chuyện 2023                       | HTV7                     | Khách mời biểu diễn                         |
| 2023 | Chạy Đâu Cho Thoát                | HTV7                     | Người chơi (tập 3, 4)                       |
| 2023 | 2 ngày 1 đêm                      | HTV7                     | Người chơi (tập 44, 45)                     |
| 2023 | Gala Việc Tử Tế                   | VTV                      | Khách mời biểu diễn                         |
| 2023 | Cúp Chiến Thắng                   | VTV                      | Khách mời biểu diễn                         |
| 2023 | Cảm Hứng Bất Tận                  | VTV                      | Khách mời biểu diễn                         |
| 2023 | Hoa hậu Hoàn vũ Việt Nam          | VTV                      |                                             |
| 2023 | Gala Nhạc Việt 2023               | HTV                      | Khách mời biểu diễn                         |
| 2023 | Người ấy là ai (mùa 5)            | HTV2/ Vie Channel/ VieON | Cố vấn khách mời                            |
| 2023 | Ca sĩ mặt nạ (mùa 2)              | HTV2/ Vie Channel/ VieON | Thí sinh                                    |
| 2024 | Ấn tượng VTV                      | HTV2/ Vie Channel/ VieON | Khách mời biểu diễn                         |
| 2024 | Sóng 24                           | HTV2/ Vie Channel/ VieON | MC & Ca sĩ                                  |
| 2024 | 12 con giáp                       | HTV2/ Vie Channel/ VieON | Người chơi                                  |
| 2024 | Anh trai "say hi"                 | HTV2/ Vie Channel/ VieON | Thí sinh                                    |
| 2024 | Bài hát của chúng ta              | VTV3                     | Khách mời biểu diễn                         |
| 2024 | Xuân Hạ Thu Đông Rồi Lại Xuân 3   | HTV7                     | Host                                        |
| 2025 | Tổ đội "1 không 2"                | HTV7                     | Người chơi (tập 11, 12)                     |
| 2025 | Sóng 25                           | HTV2/ Vie Channel/ VieON | Khách mời biểu diễn                         |
| 2025 | Hoa Xuân Ca                       | VTV                      | Khách mời biểu diễn                         |